# Михалёвская (Устьянский район)
Михалёвская — деревня в Устьянском районе Архангельской области.

## География
Находится в южной части Архангельской области на расстоянии приблизительно 64 км на север-северо-восток по прямой от административного центра района поселка Октябрьский на левом берегу реки Устья.

## История
В 1859 году здесь (деревня Вельского уезда Вологодской губернии) было учтено 11 дворов. До 2022 года входила в Плосское сельское поселение до его упразднения.

## Население
Численность населения: 93 человека (1859 год), 66 (русские 95 %) в 2002 году, 46 в 2010.